# Kamenný Újezd (Nýřany)
Kamenný Újezd je vesnice, část města Nýřany v okrese Plzeň-sever v Plzeňském kraji. Nachází se asi dva kilometry severozápadně od Nýřan. Je zde evidováno 183 adres. V roce 2011 zde trvale žilo 558 obyvatel.
Kamenný Újezd leží v katastrálním území Kamenný Újezd u Nýřan o rozloze 3,84 km2.

## Historie
První písemná zmínka o vesnici pochází z roku 1272.

## Obyvatelstvo
| Rok            | 1869 | 1880 | 1890 | 1900  | 1910  | 1921  | 1930  | 1950 | 1961 | 1970 | 1980 | 1991 | 2001 | 2011 | 2021 |
| -------------- | ---- | ---- | ---- | ----- | ----- | ----- | ----- | ---- | ---- | ---- | ---- | ---- | ---- | ---- | ---- |
| Počet obyvatel | 340  | 909  | 939  | 1 076 | 1 031 | 1 095 | 1 038 | 619  | 567  | 450  | 419  | 374  | 416  | 558  | 581  |
| Počet domů     | 34   | 74   | 76   | 77    | 88    | 96    | 144   | 141  | 141  | 118  | 109  | 122  | 137  | 183  | 210  |

## Obecní správa
Při sčítání lidu v letech 1869–1959 Kamenný Újezd byl samostatnou obcí, se kterým patřil nejprve do okresu Stříbro, ale v roce 1950 v okrese Stod. Od 1. ledna 1960 je částí města Nýřany v okrese Plzeň-sever.

## Pamětihodnosti
- Kaplička
- Borovice v Kamenném Újezdě – památný strom, borovice lesní o stáří přibližně 200 let